# 聖誕山
81°54′S 161°56′E / 81.900°S 161.933°E
聖誕山是南極洲的山峰，位於沙克爾頓海岸，處於梅角西南面17公里，屬於納什山脈的一部分，海拔高度1,745米，由英國的探險隊發現。